# Coupe des États-Unis de soccer 2019
Navigation
Lamar Hunt U.S. Open Cup 2018 Lamar Hunt U.S. Open Cup 2020
La Coupe des États-Unis de soccer 2019 est la 106e édition de la Lamar Hunt U.S. Open Cup, la plus ancienne des compétitions dans le soccer américain. C'est un système à élimination directe mettant aux prises des clubs de soccer amateurs, semi-pros et professionnels affiliés à la Fédération des États-Unis de soccer, qui l'organise conjointement avec les ligues locales.
La finale se tient le 27 août 2019, après sept autres tours à élimination directe dans la phase finale mettant aux prises des clubs amateurs et professionnels. Le Dynamo de Houston défend son trophée après sa victoire en 2018, son premier titre. Les qualifications débutent à l'automne 2018 pour les équipes des divisions cinq ou inférieures même si la Fédération des États-Unis de soccer n'annonce le format de la compétition que le 31 janvier 2019. Depuis l'édition 2015, la compétition comporte une absence de tirage au-delà des seizièmes de finale puisque les équipes sont réparties en quatre groupes de quatre, selon des critères géographiques.
Le tenant du titre est le Dynamo de Houston, vainqueur en finale du Union de Philadelphie. Le vainqueur de la compétition, Atlanta United FC remporte 300,000 $ ainsi qu'une place pour la Ligue des champions de la CONCACAF 2020.

## Déroulement de la compétition

### Primes monétaires
Pour cette 106e édition, les primes accordées sont les suivantes. Le champion reçoit 300 000 dollars, le finaliste touche 100 000 dollars et 25 000 dollars sont accordés pour les meilleurs de chaque championnat semi-pro et amateur.
Les primes monétaires de l'édition 2019 sont distribuées comme suit :
| Classement                                                 | Primes    |
| ---------------------------------------------------------- | --------- |
| Champion                                                   | 300,000 $ |
| Finaliste                                                  | 100,000 $ |
| Meilleur de championnat inférieur à la Major League Soccer | 25,000 $  |

### Calendrier
De par la taille du pays, les phases de qualification sont dirigées par des ligues nationales qui divisent elles-mêmes leurs phases de qualification selon la répartition géographique des clubs membres. Ainsi, selon les conférences, les qualifications peuvent être composées d'un à trois tours.

#### Dates des rencontres
| Tour | Nom                 | Dates retenues      | Équipes participantes | Équipes gagnantes |
| Épreuve éliminatoire (2018-2019) |                     |                     |                       |                   |
| 1 | Premier tour        | Dates locales       |                       |                   |
| 2 | Deuxième tour       | Dates locales       |                       |                   |
| 3 | Troisième tour      | Dates locales       |                       |                   |
| 4 | Quatrième tour      | Dates locales       |                       |                   |
| Compétition propre (2019) |                     |                     |                       |                   |
| Entrée de 8 équipes issues des qualifications locales/14 équipes de NPSL/10 équipes de USL League Two et 6 équipes de USL League One |                     |                     |                       |                   |
| 5 | Premier tour        | mar.-mer. 7-8 mai   | 38                    | 19                |
| Entrée des 25 équipes de USL Championship                                                                                            |                     |                     |                       |                   |
| 6 | Deuxième tour       | mar.-mer. 14-15 mai | 44                    | 22                |
| 7 | Troisième tour      | mer. 29 mai         | 22                    | 11                |
| Entrée des 21 équipes de Major League Soccer                                                                                         |                     |                     |                       |                   |
| 8 | Quatrième tour      | mer. 12 juin        | 32                    | 16                |
| 9 | Huitièmes de finale | 18 au 23 juin       | 16                    | 8                 |
| 10 | Quarts de finale    | mer. 10 juillet     | 8                     | 4                 |
| 11 | Demi-finales        | mer. 6-7 août       | 4                     | 2                 |
| 12 | Finale              | mer. 27 août        | 2                     | 1                 |

## Participants
Toutes les équipes des divisions I (MLS) et II (USL Championship) obtiennent une place automatique dans la compétition, à l'exception des équipes opérées par des franchises professionnelles d'un niveau supérieur (règle en vigueur depuis 2016).
| Entre au premier tour | Entre au premier tour | Entre au premier tour | Entre au premier tour | Entre au second tour | Entre au quatrième tour |
| Qualifiés locaux/NPSL/USL2/USL1 8 équipes/14 équipes/10 équipes/6 équipes | Qualifiés locaux/NPSL/USL2/USL1 8 équipes/14 équipes/10 équipes/6 équipes | Qualifiés locaux/NPSL/USL2/USL1 8 équipes/14 équipes/10 équipes/6 équipes | Qualifiés locaux/NPSL/USL2/USL1 8 équipes/14 équipes/10 équipes/6 équipes                                                                    | USL Championship 25 équipes | MLS 21 équipes |
| PDL - FC Miami City - The Villages SC Qualifiés locaux - Academica SC - Cal FC - FC Denver - Florida Soccer Soldiers - Milwaukee Bavarian SC - NTX Rayados - Virginia United FC - West Chester Predators | NPSL - AFC Ann Arbor - Duluth FC - El Farolito - Erie Commodores - FC Baltimore - FC Motown - FC Mulhouse Portland - Laredo Heat - Little Rock Rangers - Miami FC - Midland-Odessa Sockers - New York Cosmos B - Orange County FC $ - Philadelphia Lone Star | USL League Two - Black Rock FC - Brazos Valley Cavalry FC - Dayton Dutch Lions - Des Moines Menace - FC Golden State Force - Lakeland Tropics - New York Red Bulls U23 - Reading United AC - South Georgia Tormenta 2 - The Villages SC | USL League One - Chattanooga Red Wolves - Forward Madison$ - Greenville Triumph - Lansing Ignite - Richmond Kickers - South Georgia Tormenta | USL Championship - Austin Bold - Birmingham Legion - Charleston Battery - Charlotte Independence - Colorado Springs Switchbacks - El Paso Locomotive - Fresno FC - Hartford Athletic - Indy Eleven - Las Vegas Lights - Louisville City FC - Memphis 901 - Nashville SC - New Mexico United - North Carolina FC - Oklahoma City Energy - Orange County SC - Phoenix Rising - Pittsburgh Riverhounds - Reno 1868 - Sacramento Republic - Saint Louis FC$ - San Antonio FC - Tampa Bay Rowdies - Tulsa Roughnecks | MLS - Atlanta United - Chicago Fire - Colorado Rapids - Columbus Crew SC - FC Cincinnati - FC Dallas - D.C. United - Houston Dynamo - Los Angeles Galaxy - Los Angeles FC - Minnesota United - New England Revolution - New York City FC - New York Red Bulls - Orlando City SC - Philadelphia Union - Portland Timbers - Real Salt Lake - San José Earthquakes - Sounders FC de Seattle - Sporting Kansas City |

Légende :

Major League Soccer (MLS) : championnat de première division.

USL Championship (USLC) : championnat de seconde division organisé par la United Soccer Leagues (USL).

USL League One (USL1) : championnat de troisième division organisé par la United Soccer Leagues (USL).

USL League Two (USL2) : championnat de quatrième division organisé par la United Soccer Leagues (USL).

National Premier Soccer League (NPSL) : championnat de quatrième division organisé par la Fédération des États-Unis de soccer (USSF).
- $: Vainqueur du bonus de 25,000 $ pour être l'équipe de la ligue ayant été le plus loin dans la compétition.

## Résultats
Le vainqueur de l'édition précédente, le Dynamo de Houston (MLS) entre dans la compétition lors du quatrième tour.

### Premier tour
Les rencontres se déroulent les mardi 7 et mercredi 8 mai.
Pour minimiser les longs trajets, le tirage au sort est basé sur des critères géographiques. Les équipes hôtes en ont précédemment fait la demande. Si deux équipes souhaitant accueillir leur rencontre de premier tour sont confrontées, on procède alors à un tirage au sort.
| Division | Club                     | Score              | Club                    | Division |
| -------- | ------------------------ | ------------------ | ----------------------- | -------- |
| (USL1)   | Richmond Kickers         | 6-2                | Virginia United FC      | Locale   |
| (USL2)   | New York Red Bulls U23   | 4-4 (5-3 t. a. b.) | FC Motown               | (NPSL)   |
| (NPSL)   | FC Baltimore Christos    | 1-1 (4-5 t. a. b.) | West Chester Predators  | Locale   |
| (USL2)   | Lakeland Tropics         | 1-1 (7-8 t. a. b.) | The Villages SC         | (USL2)   |
| (USL2)   | South Georgia Tormenta 2 | 3-0                | Chattanooga Red Wolves  | (USL1)   |
| Locale   | Milwaukee Bavarian SC    | 0-2                | Forward Madison         | (USL1)   |
| (NPSL)   | Laredo Heat              | 1-0                | Brazos Valley Cavalry   | (USL2)   |
| Locale   | Academica SC             | 1-2                | El Farolito             | (NPSL)   |
| Locale   | Cal FC                   | 5-1                | FC Mulhouse Portland    | (NPSL)   |
| (NPSL)   | Orange County FC         | 2-0                | FC Golden State Force   | (USL2)   |
| (NPSL)   | Erie Commodores          | 1-2                | Dayton Dutch Lions      | (USL2)   |
| (USL1)   | Lansing Ignite           | 2-1                | AFC Ann Arbor           | (NPSL)   |
| (USL2)   | Reading United AC        | 2-1                | Philadelphia Lone Star  | (NPSL)   |
| (NPSL)   | New York Cosmos B        | 2-1                | Black Rock FC           | (USL2)   |
| (USL1)   | Greenville Triumph       | 1-0                | South Georgia Tormenta  | (USL1)   |
| (NPSL)   | Miami FC                 | 1-2                | Florida Soccer Soldiers | Locale   |
| (NPSL)   | Little Rock Rangers      | 2-2 (2-4 t. a. b.) | NTX Rayados             | Locale   |
| (USL2)   | Des Moines Menace        | 1-1 (3-1 t. a. b.) | Duluth FC               | (NPSL)   |
| (NPSL)   | Midland-Odessa Sockers   | 1-2                | FC Denver               | Locale   |

### Second tour
Les rencontres se déroulent les 14 et 15 mai.
| Division | Club                         | Score              | Club                     | Division |
| -------- | ---------------------------- | ------------------ | ------------------------ | -------- |
| (USLC)   | Pittsburgh Riverhounds       | 3-0                | Dayton Dutch Lions       | (USL2)   |
| (USLC)   | Hartford Athletic            | 2-1                | New York Cosmos B        | (NPSL)   |
| (USLC)   | Charlotte Independence       | 2-2 (4-5 t. a. b.) | Florida Soccer Soldiers  | Locale   |
| (USLC)   | Tampa Bay Rowdies            | 4-1                | The Villages SC          | (USL2)   |
| (USLC)   | Nashville SC                 | 3-2                | South Georgia Tormenta 2 | (USL2)   |
| (USLC)   | Oklahoma City Energy FC      | 3-1                | NTX Rayados              | Locale   |
| (USLC)   | Austin Bold                  | 2-0                | Tulsa Roughnecks         | (USLC)   |
| (USLC)   | San Antonio FC               | 2-0                | Laredo Heat              | (NPSL)   |
| (USLC)   | Las Vegas Lights             | 2-0                | Cal FC                   | Locale   |
| (USLC)   | Indy Eleven                  | 1-0                | Lansing Ignite           | (USL1)   |
| (USLC)   | North Carolina FC            | 4-1                | Richmond Kickers         | (USL1)   |
| (USLC)   | Louisville City FC           | 3-0                | Reading United AC        | (USL2)   |
| (USLC)   | Memphis 901 FC               | 3-1                | New York Red Bulls U23   | (USL2)   |
| (USLC)   | Birmingham Legion FC         | 4-1                | West Chester Predators   | Locale   |
| (USL1)   | Greenville Triumph           | 1-2                | Charleston Battery       | (USLC)   |
| (USL2)   | Des Moines Menace            | 1-1 (1-3 t. a. b.) | Saint Louis FC           | (USLC)   |
| (USLC)   | Colorado Springs Switchbacks | 1-0                | FC Denver                | Locale   |
| (USLC)   | El Paso Locomotive           | 0-3                | Forward Madison          | (USL1)   |
| (USLC)   | Phoenix Rising FC            | 2-2 (3-4 t. a. b.) | New Mexico United        | (USLC)   |
| (NPSL)   | El Farolito                  | 0-1                | Fresno FC                | (USLC)   |
| (USLC)   | Sacramento Republic FC       | 1-0                | Reno 1868 FC             | (USLC)   |
| (USLC)   | Orange County SC             | 2-2 (3-5 t. a. b.) | Orange County FC         | (NPSL)   |

### Troisième tour
Les rencontres se déroulent le 29 mai, à l'exception de l'opposition entre le Energy d'OKC et les Rowdies de Tampa Bay.
| Division | Club                         | Score              | Club                    | Division |
| -------- | ---------------------------- | ------------------ | ----------------------- | -------- |
| (USLC)   | Oklahoma City Energy FC      | 4-3                | Tampa Bay Rowdies       | (USLC)   |
| (USLC)   | North Carolina FC            | 1-0                | Florida Soccer Soldiers | Locale   |
| (USLC)   | Pittsburgh Riverhounds       | 1-0                | Indy Eleven             | (USLC)   |
| (USLC)   | Louisville City FC           | 1-0                | Birmingham Legion FC    | (USLC)   |
| (USLC)   | Saint Louis FC               | 3-1                | Forward Madison         | (USL1)   |
| (USLC)   | Memphis 901 FC               | 4-0                | Hartford Athletic       | (USLC)   |
| (USLC)   | Nashville SC                 | 1-1 (0-3 t. a. b.) | Charleston Battery      | (USLC)   |
| (USLC)   | Austin Bold                  | 4-2                | San Antonio FC          | (USLC)   |
| (USLC)   | Colorado Springs Switchbacks | 1-2 a. p.          | New Mexico United       | (USLC)   |
| (USLC)   | Sacramento Republic FC       | 1-0 a. p.          | Fresno FC               | (USLC)   |
| (USLC)   | Las Vegas Lights             | 3-5                | Orange County FC        | (NPSL)   |

### Quatrième tour
Ce tour marque l'entrée des équipes de Major League Soccer.
| Division | Club                 | Résultat           | Club                    | Division | Lieu                                          | Affluence | Date, heure    | Rapport |
| -------- | -------------------- | ------------------ | ----------------------- | -------- | --------------------------------------------- | --------- | -------------- | ------- |
| (MLS)    | Columbus Crew SC     | 1-0                | Pittsburgh Riverhounds  | (USLC)   | Mapfre Stadium, Columbus, OH                  | 5 202     | 11 juin, 19h   | Rapport |
| (MLS)    | New York Red Bulls   | 2-3 a. p.          | New England Revolution  | (MLS)    | MSU Soccer Park, Montclair, NJ                | 2 185     | 11 juin, 19h30 | Rapport |
| (MLS)    | Houston Dynamo       | 3-2                | Austin Bold FC          | (USLC)   | BBVA Compass Stadium, Houston, TX             | 4 765     | 11 juin, 19h   | Rapport |
| (USLC)   | Saint Louis FC       | 2-1                | Chicago Fire            | (MLS)    | Harlen C. Hunter Stadium, Saint Charles, MO   | 4 456     | 11 juin, 19h30 | Rapport |
| (MLS)    | Real Salt Lake       | 0-3                | Los Angeles FC          | (MLS)    | Rio Tinto Stadium, Sandy, UT                  | 15 039    | 11 juin, 20h   | Rapport |
| (MLS)    | San Jose Earthquakes | 4-3                | Sacramento Republic FC  | (USLC)   | Avaya Stadium, San José, CA                   | 7 543     | 11 juin, 19h30 | Rapport |
| (MLS)    | D.C. United          | 2-1 a. p.          | Philadelphia Union      | (MLS)    | Audi Field, Washington D.C.                   |           | 12 juin, 19h   | Rapport |
| (MLS)    | New York City FC     | 4-0                | North Carolina FC       | (USLC)   | Yankee Stadium, Bronx, NY                     | 2 014     | 12 juin, 19h   | Rapport |
| (MLS)    | FC Cincinnati        | 2-1 a. p.          | Louisville City FC      | (USLC)   | Nippert Stadium, Cincinnati, OH               | 6 895     | 12 juin, 19h30 | Rapport |
| (MLS)    | FC Dallas            | 4-0                | Oklahoma City Energy FC | (USLC)   | Westcott Field, Dallas, TX                    |           | 12 juin, 19h   | Rapport |
| (MLS)    | Minnesota United FC  | 4-1                | Sporting Kansas City    | (MLS)    | Allianz Field, Saint Paul, MN                 |           | 12 juin, 19h   | Rapport |
| (USLC)   | Memphis 901 FC       | 1-3                | Orlando City SC         | (MLS)    | Autozone Park, Memphis, TN                    | 3 088     | 12 juin, 19h30 | Rapport |
| (MLS)    | Colorado Rapids      | 2-2 (2-4 t. a. b.) | New Mexico United       | (USLC)   | Dick's Sporting Goods Park, Commerce City, CO | 2 619     | 12 juin, 19h30 | Rapport |
| (MLS)    | Los Angeles Galaxy   | 3-0                | Orange County FC        | (NPSL)   | Dignity Health Sports Park, Carson, CA        | 5 000     | 12 juin, 19h30 | Rapport |
| (MLS)    | Seattle Sounders FC  | 1-2                | Portland Timbers        | (MLS)    | Cheney Stadium, Tacoma, WA                    | 6 280     | 12 juin, 19h30 | Rapport |
| (MLS)    | Atlanta United FC    | 3-1 a. p.          | Charleston Battery      | (USLC)   | Fifth Third Bank Stadium, Kennesaw, GA        | 0         | 13 juin, 19h00 | Rapport |

### Huitièmes de finale
À partir des huitièmes de finale, un tableau détermine les prochains affrontements. Les quatre groupes sont établis selon une base géographique.
| West                                                                            | Midwest                                                          | Mideast                                                                       | East                                                                        |
| ------------------------------------------------------------------------------- | ---------------------------------------------------------------- | ----------------------------------------------------------------------------- | --------------------------------------------------------------------------- |
| - Los Angeles FC - Los Angeles Galaxy - Portland Timbers - San Jose Earthquakes | - FC Cincinnati - FC Dallas - New Mexico United - Saint Louis FC | - Atlanta United FC - Columbus Crew SC - Houston Dynamo - Minnesota United FC | - D.C. United - New England Revolution - New York City FC - Orlando City SC |

| Mideast          | Columbus Crew SC (MLS)      | 2 - 3   | (MLS) Atlanta United FC       | Mapfre Stadium, Columbus, Ohio                 |                                                |
| 18 juin 2019 19h | Accam 40e · Guzan 71e (csc) | (1 - 2) | 5e 65e Vazquez · 14e Robinson | Spectateurs : 8 659 Arbitrage : Guido Gonzalez | Spectateurs : 8 659 Arbitrage : Guido Gonzalez |
| 18 juin 2019 19h | Rapport                     |         |                               | Spectateurs : 8 659 Arbitrage : Guido Gonzalez | Spectateurs : 8 659 Arbitrage : Guido Gonzalez |

| Mideast          | Houston Dynamo (MLS)   | 2 - 3   | (MLS) Minnesota United      | BBVA Stadium, Houston, Texas                  |                                               |
| 18 juin 2019 18h | Peña 9e · Martínez 37e | (2 - 0) | 66e 82e Quintero · 89e Toye | Spectateurs : 4 559 Arbitrage : Farhad Dadkho | Spectateurs : 4 559 Arbitrage : Farhad Dadkho |
| 18 juin 2019 18h | Rapport                |         |                             | Spectateurs : 4 559 Arbitrage : Farhad Dadkho | Spectateurs : 4 559 Arbitrage : Farhad Dadkho |

| East             | D.C. United (MLS) | 1 - 2   | (MLS) New York City FC           | Audi Field, Washington    |                           |
| 19 juin 2019 19h | Rooney 32e        | (1 - 2) | 38e Tajouri-Shradi · 41e Mitriță | Arbitrage : Fotis Bazakos | Arbitrage : Fotis Bazakos |
| 19 juin 2019 19h | Rapport           |         |                                  | Arbitrage : Fotis Bazakos | Arbitrage : Fotis Bazakos |

| East               | Orlando City SC (MLS)      | 2 - 1 a. p. | (MLS) New England Revolution | Exploria Stadium, Orlando, Floride                 |                                                    |
| 19 juin 2019 19h30 | Michel 96e · Akindele 101e | (0 - 0)     | 117e Rennicks                | Spectateurs : 5 556 Arbitrage : Marcos de Oliveira | Spectateurs : 5 556 Arbitrage : Marcos de Oliveira |
| 19 juin 2019 19h30 | Rapport                    |             |                              | Spectateurs : 5 556 Arbitrage : Marcos de Oliveira | Spectateurs : 5 556 Arbitrage : Marcos de Oliveira |

| Midwest          | FC Dallas (MLS) | 1 - 2   | (USLC) New Mexico United  | Toyota Stadium, Frisco, Texas               |                                             |
| 19 juin 2019 19h | Servania 41e    | (1 - 1) | 45e Frater · 64e Hamilton | Spectateurs : 1 424 Arbitrage : Jon Freemon | Spectateurs : 1 424 Arbitrage : Jon Freemon |
| 19 juin 2019 19h | Rapport         |         |                           | Spectateurs : 1 424 Arbitrage : Jon Freemon | Spectateurs : 1 424 Arbitrage : Jon Freemon |

| Midwest            | Saint Louis FC (USLC) | 1 - 0   | (MLS) FC Cincinnati | World Wide Technology Soccer Park, Fenton, Missouri |                                                 |
| 19 juin 2019 19h30 | Fink 90+3e            | (0 - 0) |                     | Spectateurs : 4 033 Arbitrage : Michael Radchuk     | Spectateurs : 4 033 Arbitrage : Michael Radchuk |
| 19 juin 2019 19h30 | Rapport               |         |                     | Spectateurs : 4 033 Arbitrage : Michael Radchuk     | Spectateurs : 4 033 Arbitrage : Michael Radchuk |

| West             | Portland Timbers (MLS)                                       | 4 - 0   | (MLS) LA Galaxy | Providence Park, Portland, Oregon             |                                               |
| 19 juin 2019 20h | Kitchen 28e (csc) · Fernández 34e · Blanco 37e · Moreira 82e | (3 - 0) |                 | Spectateurs : 16 235 Arbitrage : Victor Rivas | Spectateurs : 16 235 Arbitrage : Victor Rivas |
| 19 juin 2019 20h | Rapport                                                      |         |                 | Spectateurs : 16 235 Arbitrage : Victor Rivas | Spectateurs : 16 235 Arbitrage : Victor Rivas |

| West               | Los Angeles FC (MLS)                | 3 - 1   | (MLS) San Jose Earthquakes | Banc of California Stadium, Los Angeles, Californie |                                                |
| 20 juin 2019 19h30 | Rossi 35e · Diomande 60e · Vela 66e | (1 - 1) | 7e Kazaishvili             | Spectateurs : 14 028 Arbitrage : Joe Dickerson      | Spectateurs : 14 028 Arbitrage : Joe Dickerson |
| 20 juin 2019 19h30 | Rapport                             |         |                            | Spectateurs : 14 028 Arbitrage : Joe Dickerson      | Spectateurs : 14 028 Arbitrage : Joe Dickerson |

### Quarts de finale
| East                  | Orlando City SC (MLS)                                | 1 - 1             | (MLS) New York City FC                                    | Exploria Stadium, Orlando, Floride           |                                              |
| 10 juillet 2019 19h30 | Mueller 61e                                          | (0 - 0)           | 90+6e Moralez                                             | Spectateurs : 7 227 Arbitrage : Victor Rivas | Spectateurs : 7 227 Arbitrage : Victor Rivas |
| 10 juillet 2019 19h30 | Rapport                                              |                   |                                                           | Spectateurs : 7 227 Arbitrage : Victor Rivas | Spectateurs : 7 227 Arbitrage : Victor Rivas |
| 10 juillet 2019 19h30 | Akindele · Smith · Dwyer · Johnson · Powers · Rosell | Tirs au but 5 - 4 | Ring · Castellanos · Tinnerholm · Parks · Medina · Chanot | Spectateurs : 7 227 Arbitrage : Victor Rivas | Spectateurs : 7 227 Arbitrage : Victor Rivas |

| Mideast               | Atlanta United FC (MLS)                    | 2 - 0   | (USL) Saint Louis FC | Fifth Third Bank Stadium, Kennesaw, Géorgie     |                                                 |
| 10 juillet 2019 19h30 | G. Martínez 52e · J. Martínez 90+5e (pen.) | (0 - 0) |                      | Spectateurs : 7 523 Arbitrage : Rosendo Mendoza | Spectateurs : 7 523 Arbitrage : Rosendo Mendoza |
| 10 juillet 2019 19h30 | Rapport                                    |         |                      | Spectateurs : 7 523 Arbitrage : Rosendo Mendoza | Spectateurs : 7 523 Arbitrage : Rosendo Mendoza |

| Midwest             | Minnesota United (MLS)                                         | 6 - 1   | (USLC) New Mexico United | Allianz Field, Saint Paul, Minnesota          |                                               |
| 10 juillet 2019 19h | Rodríguez 10e 18e 45e · Quintero 16e · Greguš 23e · Ibarra 62e | (5 - 1) | 7e Moar                  | Spectateurs : 12 401 Arbitrage : Ramy Touchan | Spectateurs : 12 401 Arbitrage : Ramy Touchan |
| 10 juillet 2019 19h | Rapport                                                        |         |                          | Spectateurs : 12 401 Arbitrage : Ramy Touchan | Spectateurs : 12 401 Arbitrage : Ramy Touchan |

| West                  | Los Angeles FC (MLS) | 0 - 1   | (MLS) Portland Timbers | Banc of California Stadium, Los Angeles, Californie |                                             |
| 10 juillet 2019 19h30 |                      | (0 - 0) | 84e Ebobisse           | Spectateurs : 18 947 Arbitrage : Alan Kelly         | Spectateurs : 18 947 Arbitrage : Alan Kelly |
| 10 juillet 2019 19h30 | Rapport              |         |                        | Spectateurs : 18 947 Arbitrage : Alan Kelly         | Spectateurs : 18 947 Arbitrage : Alan Kelly |

### Demi-finales
| 6 août 2019 | Orlando City SC (MLS) | 0 - 2   | (MLS) Atlanta United FC  | Exploria Stadium, Orlando, Floride              |                                                 |
| 19h30       |                       | (0 - 1) | 37e Remedi · 78e Hyndman | Spectateurs : 18 461 Arbitrage : Rubiel Vazquez | Spectateurs : 18 461 Arbitrage : Rubiel Vazquez |
| 19h30       | Rapport               |         |                          | Spectateurs : 18 461 Arbitrage : Rubiel Vazquez | Spectateurs : 18 461 Arbitrage : Rubiel Vazquez |

| 7 août 2019 | Minnesota United FC (MLS)      | 2 - 1   | (MLS) Portland Timbers | Allianz Field, Saint Paul, Minnesota           |                                                |
| 19h         | Quintero 22e (pen.) · Toye 64e | (1 - 1) | 45+2e Fernández        | Spectateurs : 15 073 Arbitrage : Ismail Elfath | Spectateurs : 15 073 Arbitrage : Ismail Elfath |
| 19h         | Rapport                        |         |                        | Spectateurs : 15 073 Arbitrage : Ismail Elfath | Spectateurs : 15 073 Arbitrage : Ismail Elfath |

### Finale
| 27 août 2019 | Atlanta United                     | 2 - 1   | Minnesota United FC | Mercedes-Benz Stadium, Atlanta, Géorgie        |                                                |
| 20h00 HAE    | Gasper 10e (csc) · P. Martínez 16e | (2 - 0) | 47e Lod             | Spectateurs : 35 709 Arbitrage : Allen Chapman | Spectateurs : 35 709 Arbitrage : Allen Chapman |
| 20h00 HAE    | Rapport                            |         |                     | Spectateurs : 35 709 Arbitrage : Allen Chapman | Spectateurs : 35 709 Arbitrage : Allen Chapman |

### Tableau final
|  | Huitièmes de finale    | Huitièmes de finale |                          |       | Quarts de finale | Quarts de finale |  |  | Demi-finales | Demi-finales |  |  | Finale       | Finale       |
|  | Huitièmes de finale    | Huitièmes de finale |                          |       | Quarts de finale | Quarts de finale |  |  | Demi-finales | Demi-finales |  |  | Finale       | Finale       |
|  |                        |                     |                          |       |                  |                  |  |  |              |              |  |  |              |              |
|  | 19 juin 2019           | 19 juin 2019        |                          |       | 10 juillet 2019  | 10 juillet 2019  |  |  | 6 août 2019  | 6 août 2019  |  |  | 27 août 2019 | 27 août 2019 |
|  | 19 juin 2019           | 19 juin 2019        |                          |       | 10 juillet 2019  | 10 juillet 2019  |  |  | 6 août 2019  | 6 août 2019  |  |  | 27 août 2019 | 27 août 2019 |
|  | Orlando City SC a. p.  | 2                   |                          |       | 10 juillet 2019  | 10 juillet 2019  |  |  | 6 août 2019  | 6 août 2019  |  |  | 27 août 2019 | 27 août 2019 |
|  | Orlando City SC a. p.  | 2                   |                          |       | 10 juillet 2019  | 10 juillet 2019  |  |  | 6 août 2019  | 6 août 2019  |  |  | 27 août 2019 | 27 août 2019 |
|  | New England Revolution | 1                   |                          |       | 10 juillet 2019  | 10 juillet 2019  |  |  | 6 août 2019  | 6 août 2019  |  |  | 27 août 2019 | 27 août 2019 |
|  | New England Revolution | 1                   | Orlando City SC t. a. b. | 1 (5) |                  |                  |  |  | 6 août 2019  | 6 août 2019  |  |  | 27 août 2019 | 27 août 2019 |
|  | 19 juin 2019           |                     | Orlando City SC t. a. b. | 1 (5) |                  |                  |  |  | 6 août 2019  | 6 août 2019  |  |  | 27 août 2019 | 27 août 2019 |
|  |                        | New York City FC    | 1 (4)                    |       |                  |                  |  |  | 6 août 2019  | 6 août 2019  |  |  | 27 août 2019 | 27 août 2019 |
|  | D.C. United            | New York City FC    | 1 (4)                    | 1     |                  |                  |  |  | 6 août 2019  | 6 août 2019  |  |  | 27 août 2019 | 27 août 2019 |
|  | D.C. United            | 10 juillet 2019     |                          | 1     |                  |                  |  |  | 6 août 2019  | 6 août 2019  |  |  | 27 août 2019 | 27 août 2019 |
|  | New York City FC       | 2                   |                          |       |                  |                  |  |  | 6 août 2019  | 6 août 2019  |  |  | 27 août 2019 | 27 août 2019 |
|  | New York City FC       | 2                   | Orlando City SC          | 0     |                  |                  |  |  |              |              |  |  | 27 août 2019 | 27 août 2019 |
|  | 18 juin 2019           |                     | Orlando City SC          | 0     |                  |                  |  |  |              |              |  |  | 27 août 2019 | 27 août 2019 |
|  |                        | Atlanta United FC   | 2                        |       |                  |                  |  |  |              |              |  |  | 27 août 2019 | 27 août 2019 |
|  | Columbus Crew SC       | Atlanta United FC   | 2                        | 2     |                  |                  |  |  |              |              |  |  | 27 août 2019 | 27 août 2019 |
|  | Columbus Crew SC       | 7 août 2019         |                          | 2     |                  |                  |  |  |              |              |  |  | 27 août 2019 | 27 août 2019 |
|  | Atlanta United FC      | 3                   |                          |       |                  |                  |  |  |              |              |  |  | 27 août 2019 | 27 août 2019 |
|  | Atlanta United FC      | 3                   | Atlanta United FC        | 2     |                  |                  |  |  |              |              |  |  | 27 août 2019 | 27 août 2019 |
|  | 19 juin 2019           |                     | Atlanta United FC        | 2     |                  |                  |  |  |              |              |  |  | 27 août 2019 | 27 août 2019 |
|  |                        | Saint Louis FC      | 0                        |       |                  |                  |  |  |              |              |  |  | 27 août 2019 | 27 août 2019 |
|  | Saint Louis FC         | Saint Louis FC      | 0                        | 1     |                  |                  |  |  |              |              |  |  | 27 août 2019 | 27 août 2019 |
|  | Saint Louis FC         | 10 juillet 2019     |                          | 1     |                  |                  |  |  |              |              |  |  | 27 août 2019 | 27 août 2019 |
|  | FC Cincinnati          | 0                   |                          |       |                  |                  |  |  |              |              |  |  | 27 août 2019 | 27 août 2019 |
|  | FC Cincinnati          | 0                   | Atlanta United FC        | 2     |                  |                  |  |  |              |              |  |  |              |              |
|  | 18 juin 2019           |                     | Atlanta United FC        | 2     |                  |                  |  |  |              |              |  |  |              |              |
|  |                        | Minnesota United FC | 1                        |       |                  |                  |  |  |              |              |  |  |              |              |
|  | Houston Dynamo         | Minnesota United FC | 1                        | 2     |                  |                  |  |  |              |              |  |  |              |              |
|  | Houston Dynamo         |                     |                          | 2     |                  |                  |  |  |              |              |  |  |              |              |
|  | Minnesota United FC    | 3                   |                          |       |                  |                  |  |  |              |              |  |  |              |              |
|  | Minnesota United FC    | 3                   | Minnesota United FC      | 6     |                  |                  |  |  |              |              |  |  |              |              |
|  | 19 juin 2019           |                     | Minnesota United FC      | 6     |                  |                  |  |  |              |              |  |  |              |              |
|  |                        | New Mexico United   | 1                        |       |                  |                  |  |  |              |              |  |  |              |              |
|  | FC Dallas              | New Mexico United   | 1                        | 1     |                  |                  |  |  |              |              |  |  |              |              |
|  | FC Dallas              | 10 juillet 2019     |                          | 1     |                  |                  |  |  |              |              |  |  |              |              |
|  | New Mexico United      | 2                   |                          |       |                  |                  |  |  |              |              |  |  |              |              |
|  | New Mexico United      | 2                   | Minnesota United FC      | 2     |                  |                  |  |  |              |              |  |  |              |              |
|  | 20 juin 2019           |                     | Minnesota United FC      | 2     |                  |                  |  |  |              |              |  |  |              |              |
|  |                        | Portland Timbers    | 1                        |       |                  |                  |  |  |              |              |  |  |              |              |
|  | Los Angeles FC         | Portland Timbers    | 1                        | 3     |                  |                  |  |  |              |              |  |  |              |              |
|  | Los Angeles FC         |                     |                          | 3     |                  |                  |  |  |              |              |  |  |              |              |
|  | San Jose Earthquakes   | 1                   |                          |       |                  |                  |  |  |              |              |  |  |              |              |
|  | San Jose Earthquakes   | 1                   | Los Angeles FC           | 0     |                  |                  |  |  |              |              |  |  |              |              |
|  | 19 juin 2019           |                     | Los Angeles FC           | 0     |                  |                  |  |  |              |              |  |  |              |              |
|  |                        | Portland Timbers    | 1                        |       |                  |                  |  |  |              |              |  |  |              |              |
|  | Portland Timbers       | Portland Timbers    | 1                        | 4     |                  |                  |  |  |              |              |  |  |              |              |
|  | Portland Timbers       |                     |                          | 4     |                  |                  |  |  |              |              |  |  |              |              |
|  | LA Galaxy              | 0                   |                          |       |                  |                  |  |  |              |              |  |  |              |              |
|  | LA Galaxy              | 0                   |                          |       |                  |                  |  |  |              |              |  |  |              |              |

## Synthèse

### Nombre d'équipes par division et par tour
| Divisions \ Manches                                      | Premier tour  | Deuxième tour | Troisième tour | Quatrième tour | Huitièmes de finale | Quarts de finale | Demi-finales | Finale |
| -------------------------------------------------------- | ------------- | ------------- | -------------- | -------------- | ------------------- | ---------------- | ------------ | ------ |
| MLS (D1) 21 équipes                                      | non présentes | non présentes | non présentes  | 21             | 14                  | 6                | 4            | 2      |
| USL Championship (D2) 25 équipes                         | non présentes | 25            | 19             | 10             | 2                   | 2                | Aucune       | Aucune |
| USL League One (D3) 6 équipes                            | 6             | 4             | 1              | Aucune         | Aucune              | Aucune           | Aucune       | Aucune |
| USL League Two (D4) 10 équipes                           | 10            | 6             | Aucune         | Aucune         | Aucune              | Aucune           | Aucune       | Aucune |
| NPSL (D4) 14 équipes                                     | 14            | 4             | 1              | 1              | Aucune              | Aucune           | Aucune       | Aucune |
| Qualifications locales (divisions inférieures) 8 équipes | 8             | 5             | 1              | Aucune         | Aucune              | Aucune           | Aucune       | Aucune |
| Total                                                    | 84            | 65            | 43             | 32             | 16                  | 8                | 4            | 2      |

### Le parcours des équipes de la Major League Soccer
- Les équipes de la Major League Soccer font leur entrée dans la compétition lors du quatrième tour.

| Clubs                   | Parcours précédent  | Parcours 2019       |
| ----------------------- | ------------------- | ------------------- |
| Rapids du Colorado      | 4e tour             | 4e tour             |
| FC Dallas               | Huitièmes de finale | Huitièmes de finale |
| Dynamo de Houston       | Vainqueur           | Huitièmes de finale |
| Los Angeles FC          | Demi-finale         | Quart de finale     |
| Galaxy de Los Angeles   | Huitièmes de finale | Huitièmes de finale |
| Minnesota United        | Huitièmes de finale | Finaliste           |
| Timbers de Portland     | Quart de finale     | Demi-finale         |
| Real Salt Lake          | 4e tour             | 4e tour             |
| Earthquakes de San José | 4e tour             | Huitièmes de finale |
| Sounders de Seattle     | 4e tour             | 4e tour             |
| Sporting Kansas City    | Quart de finale     | 4e tour             |

| Clubs                                | Parcours précédent  | Parcours 2019       |
| ------------------------------------ | ------------------- | ------------------- |
| Atlanta United                       | Huitièmes de finale | Vainqueur           |
| FC Cincinnati                        | Quatrième tour      | Huitièmes de finale |
| Fire de Chicago                      | Demi-finale         | 4e tour             |
| Crew de Columbus                     | 4e tour             | Huitièmes de finale |
| D.C. United                          | Huitièmes de finale | Huitièmes de finale |
| Orlando City SC                      | Quart de finale     | Demi-finale         |
| Revolution de la Nouvelle-Angleterre | 4e tour             | Huitièmes de finale |
| New York City FC                     | 4e tour             | Quart de finale     |
| Red Bulls de New York                | Huitièmes de finale | 4e tour             |
| Union de Philadelphie                | Finaliste           | 4e tour             |

### Meilleurs buteurs
| Rang | Joueur             | Équipe               | Buts |
| ---- | ------------------ | -------------------- | ---- |
| 1    | Darwin Quintero    | Minnesota United FC  | 6    |
| 2    | Charles Boateng    | Richmond Kickers     | 4    |
| 2    | Brian Fernández    | Portland Timbers     | 4    |
| 2    | Ángelo Rodríguez   | Minnesota United FC  | 4    |
| 2    | Brandon Vazquez    | Atlanta United FC    | 4    |
| 6    | Brandon Allen      | Tampa Bay Rowdies    | 3    |
| 6    | Orr Barouch        | Cal FC               | 3    |
| 6    | Kevaughn Frater    | New Mexico United    | 3    |
| 6    | André Lima         | Austin Bold FC       | 3    |
| 6    | Valeri Kazaishvili | San Jose Earthquakes | 3    |
| 6    | Devon Sandoval     | New Mexico United    | 3    |
| 6    | Ian Svantesson     | Charleston Battery   | 3    |